# Eupithecia larentimima
Eupithecia larentimima är en fjärilsart som beskrevs av András Vojnits 1974. Eupithecia larentimima ingår i släktet Eupithecia och familjen mätare. Inga underarter finns listade i Catalogue of Life.